# Kokoa
Kokoa es una película del año 2001.

## Sinopsis
¡Es un día de fiesta en el reino de las ranas! Alrededor de un ruedo, cientos de habitantes se han reunido para ver enfrentarse a los más grandes luchadores del país y, entre cada combate, Tountia, acompañada de sus músicos, da u n concierto que pone a la sala en trance.